# Monsenhor Gil (kommun)
Monsenhor Gil är en kommun i Brasilien.   Den ligger i delstaten Piauí, i den östra delen av landet, 1 300 km nordost om huvudstaden Brasília. Antalet invånare är 10 337.
Följande samhällen finns i Monsenhor Gil:
- Monsenhor Gil

Omgivningarna runt Monsenhor Gil är huvudsakligen savann. Runt Monsenhor Gil är det glesbefolkat, med 8 invånare per kvadratkilometer.